# Кейсі (округ, Кентуккі)
Шаблон:StateAbbr_ 37°19′ пн. ш. 84°56′ зх. д. / 37.32° пн. ш. 84.93° зх. д.
Округ  Кейсі (англ. Casey County) — округ (графство) у штаті  Кентуккі, США. Ідентифікатор округу 21045.

## Історія
Округ утворений 1806 року.

## Демографія
За даними перепису 
2000 року 
загальне населення округу становило 15447 осіб, усе сільське.
Серед мешканців округу чоловіків було 7550, а жінок — 7897. В окрузі було 6260 домогосподарств, 4421 родин, які мешкали в 7242 будинках.
Середній розмір родини становив 2,94.
Віковий розподіл населення поданий у таблиці:
| Стать    | До 15 років | 15-21 | 22-29 | 30-39 | 40-49 | 50-65 | 65-85 | Понад 85 |
| -------- | ----------- | ----- | ----- | ----- | ----- | ----- | ----- | -------- |
| Чоловіки | 1602        | 737   | 733   | 1094  | 1046  | 1352  | 892   | 94       |
| Жінки    | 1536        | 694   | 757   | 1037  | 1108  | 1414  | 1159  | 192      |

## Суміжні округи
- Бойл — північ
- Лінкольн — північний схід
- Пуласкі — південний схід
- Расселл — південь
- Адер — південний захід
- Тейлор — захід
- Меріон — північний захід

## Виноски
1. ↑  U.S. Decennial Census. United States Census Bureau. Архів оригіналу за 12 квітня 2013. Процитовано 13 серпня 2014.
2. ↑  Historical Census Browser. University of Virginia Library. Архів оригіналу за 11 серпня 2012. Процитовано 13 серпня 2014.
3. ↑  Population of Counties by Decennial Census: 1900 to 1990. United States Census Bureau. Архів оригіналу за 13 жовтня 2014. Процитовано 13 серпня 2014.
4. ↑  Census 2000 PHC-T-4. Ranking Tables for Counties: 1990 and 2000 (PDF). United States Census Bureau. Архів оригіналу (PDF) за 18 грудня 2014. Процитовано 13 серпня 2014.
5. ↑  State & County QuickFacts. United States Census Bureau. Архів оригіналу за 8 грудня 2015. Процитовано 6 березня 2014.(англ.) Наведено за англійською вікіпедією.
6. ↑  American FactFinder. Бюро перепису населення США. Архів оригіналу за 29 липня 2011. Процитовано 31 січня 2008.

| США | Це незавершена стаття з географії США. Ви можете допомогти проєкту, виправивши або дописавши її. |